# Serge Silberman
Serge Silberman (* 13. Mai 1917 in Łódź, Polen; † 22. Juli 2003 in Paris, Frankreich) war ein polnisch-französischer Filmproduzent.

## Leben
Serge Silberman wurde in Łódź geboren, das damals noch zum Russischen Reich gehörte, aber schon seit 1914 vom deutschen Kriegsgegner besetzt war, und wuchs in Polen auf. Während des Zweiten Weltkriegs war er nach dem Überfall auf Polen als Jude in mehreren Konzentrationslagern inhaftiert, die er jedoch überlebte. Schließlich ließ er sich in Paris nieder. Seine erste Arbeit als Produzent war Jean-Pierre Melvilles Film Drei Uhr nachts (1955), ein Vorläufer der Nouvelle Vague.
Am bekanntesten wurde Silberman durch seine Zusammenarbeit mit dem surrealistischen Regisseur Luis Buñuel, den er über den Drehbuchautor Jean-Claude Carrière kennenlernte. Silberman produzierte ab 1964 fast das gesamte Spätwerk von Buñuel, beginnend mit Tagebuch einer Kammerzofe und endend mit Dieses obskure Objekt der Begierde, erschienen 1977. Das 1972 entstandene Werk Der diskrete Charme der Bourgeoisie wurde im darauffolgenden Jahr mit einem Oscar für den besten fremdsprachigen Film ausgezeichnet.
1966 hatte Silberman seine eigene Produktionsfirma, Greenwich Film Productions, gegründet, die für ca. 20 Filme verantwortlich zeichnete. 1981 entstand Silbermans kommerziell erfolgreichster Film, Jean-Jacques Beineix’ Diva. Der Film wurde in seinem Produktionsland Frankreich nicht sehr positiv aufgenommen, im Ausland war er jedoch ein Kassenschlager. Das eingespielte Geld ermöglichte die Finanzierung von Akira Kurosawas Projekt Ran, das zu seiner Zeit der teuerste japanische Film war. 1987 erhielt er dafür zusammen mit dem Regisseur einen BAFTA Award für den besten fremdsprachigen Film.
1988 erhielt er einen Ehren-César für sein Lebenswerk. Silberman starb am 22. Juli 2003 im Alter von 86 Jahren. Er ist auf dem Friedhof Père-Lachaise begraben.

## Filmografie
- 1956: Drei Uhr nachts (Bob le flambeur)
- 1960: Das Loch (Le trou)
- 1963: Sheherazade – Der goldene Löwe von Bagdad (Shéhérazade)
- 1964: Geheimagentin in Gibraltar (Gibraltar)
- 1964: Tagebuch einer Kammerzofe (Le journal d’une femme de chambre)
- 1966: Das Geheimnis des Doktor Z (Miss Muerte)
- 1966: Karten auf den Tisch (Cartes sur table)
- 1966: Galia
- 1968: Bei Bullen „singen“ Freunde nicht (Adieu l’ami)
- 1969: Die Milchstraße (La voie lactée)
- 1970: Der aus dem Regen kam (Le passager de la pluie)
- 1972: Treibjagd (La course du lièvre à travers les champs)
- 1972: Der diskrete Charme der Bourgeoisie (Le charme discret de la bourgeoisie)
- 1974: Das Gespenst der Freiheit (Le fantôme de la liberté)
- 1976: Love Story einer Nonne (Les mal partis)
- 1977: Dieses obskure Objekt der Begierde (Cet obscur objet du désir)
- 1981: Diva
- 1983: Gefährliches Dreieck (Exposed)
- 1985: Ran
- 1986: Max mon amour
- 1991: Aus Liebe zum Geld (La thune)